# Ballata
Ballata – włoski układ stroficzny, występujący w wielu odmianach, składający się z krótszej strofy (riprezy) i kilku dłuższych strof rozwijających podany w riprezie temat. W zależności od długości riprezy wyróżnia się formy:
- ballata minima (ripreza jednowersowa, pisana pięciozgłoskowcem, siedmiozgłoskowcem lub ośmiozgłoskowcem)
- ballata piccola (ripreza jednowersowa, pisana jedenastozgłoskowcem)
- ballata minore (ripreza dwuwersowa)
- ballata mezzana (ripreza trójwerowa)
- ballata grande (ripreza czterowersowa)
- ballata stravagante (ripreza dłuższa niż czterowersowa)

Ballaty jako jeden z pierwszych pisał Guido Cavalcanti, wykorzystując strofę królewską:
I’ prego voi che di dolor parlate
che, per vertute di nova pietate,
non disdegniate – la mia pena udire.

Davante agli occhi miei vegg’ io lo core
e l’anima dolente che s’ancide,
che mor d’un colpo che li diede Amore
ed in quel punto che madonna vide.
Lo su’ gentile spirito che ride,
questi è colui che mi si fa sentire,
lo qual mi dice: «E’ ti convien morire».
Na język angielski ballaty Cavalcantiego tłumaczył Ezra Pound.
Ballata występuje również w liryce Francesca Petrarki.
Utwory w kształcie ballaty pisali też poeci portugalscy.
"Adorai, montanhas,
o Deus das alturas,
também das verduras.

Adorai, desertos
e serras floridas,
o Deus dos secretos,
o Senhor das vidas.
Ribeiras crescidas
louvai nas alturas
Deus das criaturas.

Louvai arvoredos
de fruto prezado,
digam os penedos:
Deus seja louvado!
E louve meu gado,
nestas verduras,
o Deus das alturas."
Gil Vicente
Istnieją miniballaty, składające się z riprezy i tylko jednej strofy.
Ballatą nazywa się też XIV wieczną włoską formę wiersza lub kompozycji poetycko-muzycznej, składająca się z wiersza i refrenu występującego na początku i końcu utworu. Przy wykonywaniu ballaty wykorzystywano muzykę oraz taniec. Głównym przedstawicielem włoskiej ballaty w XIV wieku był Francesco Landino.